# Patty Berg Award
De Patty Berg Award is een golfprijs die sinds 1979 door de Ladies Professional Golf Association (LPGA) wordt uitgereikt aan personen die belangrijke bijdragen hebben geleverd aan de golfsport. Hij is vernoemd naar een van de oprichtsters van de LPGA, golfster Patty Berg, die de prijs in 1990 zelf kreeg toebedeeld.

## Gelauwerden
- 1979:  Marilynn Smith
- 1980:  Betsy Rawls
- 1981: Niet uitgereikt
- 1982: Niet uitgereikt
- 1983: Niet uitgereikt
- 1984:  Ray Volpe
- 1985:  Dinah Shore
- 1986:  David Foster
- 1987:  Kathy Whitworth

- 1988:  John D. Laupheimer
- 1989: Niet uitgereikt
- 1990:  Patty Berg
- 1991:   Karsten Solheim
- 1992:  Judy Dickinson
- 1993:  Kerry Graham
- 1994:  Charles S. Mechem Jr.
- 1995: Niet uitgereikt
- 1996:  Suzanne Jackson

- 1997:  Judy Bell
- 1998: Niet uitgereikt
- 1999:  Judy Rankin
- 2000:  Louise Suggs
- 2001:  Pat Bradley
- 2002:  Patty Sheehan
- 2003:  Annika Sörenstam
- 2004: Niet uitgereikt
- 2005:  Ty Votaw

- 2006: Niet uitgereikt
- 2007: Niet uitgereikt
- 2008:  Dolores Hope
- 2009:  Juli Inkster
- 2010: Niet uitgereikt
- 2011: Niet uitgereikt
- 2012:  Nancy Lopez
- 2013:  Peggy Kirk Bell